# Delray Beach International Tennis Championships 2011 - Qualificazioni singolare
Le qualificazioni del singolare  del Delray Beach International Tennis Championships 2011 sono state un torneo di tennis preliminare per accedere alla fase finale della manifestazione. I vincitori dell'ultimo turno sono entrati di diritto nel tabellone principale. In caso di ritiro di uno o più giocatori aventi diritto a questi sono subentrati i lucky loser, ossia i giocatori che hanno perso nell'ultimo turno ma che avevano una classifica più alta rispetto agli altri partecipanti che avevano comunque perso nel turno finale.

## Giocatori

### Teste di serie
1. Blaž Kavčič (qualificato)
2. Igor' Kunicyn (ultimo turno, Lucky Loser)
3. Jan Hájek (ultimo turno, Lucky Loser)
4. Lukáš Lacko (secondo turno)

1. Ryan Sweeting (qualificato)
2. Alejandro Falla (qualificato)
3. Marinko Matosevic (qualificato)
4. Donald Young (ultimo turno, Lucky Loser)

### Qualificati
1. Blaž Kavčič
2. Marinko Matosevic

1. Ryan Sweeting
2. Alejandro Falla

### Lucky Losers
1. Igor' Kunicyn
2. Jan Hájek

1. Donald Young
2. Robert Farah

## Tabellone qualificazioni

### 1ª sezione
|  | Primo turno            | Primo turno            | Primo turno            | Primo turno | Primo turno |  |  | Secondo turno | Secondo turno          | Secondo turno          | Secondo turno | Secondo turno |   |   | Ultimo turno | Ultimo turno | Ultimo turno | Ultimo turno | Ultimo turno |  |
|  |                        |                        |                        |             |             |  |  |               |                        |                        |               |               |   |   |              |              |              |              |              |  |
|  | 1                      | Blaž Kavčič            | Blaž Kavčič            | 6           | 6           |  |  |               |                        |                        |               |               |   |   |              |              |              |              |              |  |
|  |                        | Giovanni Lapentti      | Giovanni Lapentti      | 2           | 2           |  |  | 1             | Blaž Kavčič            | Blaž Kavčič            | 6             | 6             |   |   |              |              |              |              |              |  |
|  |                        | Rajeev Ram             | Rajeev Ram             | 7           | 6           |  |  |               | Rajeev Ram             | Rajeev Ram             | 4             | 3             |   |   |              |              |              |              |              |  |
|  | WC                     | Eric Hechtman          | Eric Hechtman          | 5           | 2           |  |  |               |                        |                        |               |               |   |   | 1            | Blaž Kavčič  | Blaž Kavčič  | 6            | 6            |  |
|  | Víctor Estrella Burgos | Víctor Estrella Burgos | Víctor Estrella Burgos | 7           | 6           |  |  |               |                        | 8                      | Donald Young  | Donald Young  | 2 | 3 |              |              |              |              |              |  |
|  | Jesse Witten           | Jesse Witten           | Jesse Witten           | 63          | 4           |  |  |               | Víctor Estrella Burgos | Víctor Estrella Burgos | 3             | 4             |   |   |              |              |              |              |              |  |
|  |                        | Fritz Wolmarans        | 3                      | 0           | r           |  |  | 8             | Donald Young           | Donald Young           | 6             | 6             |   |   |              |              |              |              |              |  |
|  | 8                      | Donald Young           | 6                      | 1           |             |  |  |               |                        |                        |               |               |   |   |              |              |              |              |              |  |

### 2ª sezione
|  | Primo turno | Primo turno       | Primo turno      | Primo turno | Primo turno |  |  | Secondo turno | Secondo turno     | Secondo turno     | Secondo turno     | Secondo turno |   |   | Ultimo turno | Ultimo turno  | Ultimo turno | Ultimo turno | Ultimo turno |  |
|  |             |                   |                  |             |             |  |  |               |                   |                   |                   |               |   |   |              |               |              |              |              |  |
|  | 2           | Igor' Kunicyn     | 7                | 4           | 6           |  |  |               |                   |                   |                   |               |   |   |              |               |              |              |              |  |
|  |             | Tim Smyczek       | 5                | 6           | 2           |  |  | 2             | Igor' Kunicyn     | Igor' Kunicyn     | 6                 | 6             |   |   |              |               |              |              |              |  |
|  |             | Matthew Ebden     | Matthew Ebden    | 6           | 6           |  |  |               | Matthew Ebden     | Matthew Ebden     | 3                 | 4             |   |   |              |               |              |              |              |  |
|  | WC          | Bjorn Fratangelo  | Bjorn Fratangelo | 2           | 3           |  |  |               |                   |                   |                   |               |   |   | 2            | Igor' Kunicyn | 6            | 3            | 3            |  |
|  | WC          | Stefano Ianni     | Stefano Ianni    | 4           | 1           |  |  |               |                   | 7                 | Marinko Matosevic | 1             | 6 | 6 |              |               |              |              |              |  |
|  |             | Bobby Reynolds    | Bobby Reynolds   | 6           | 6           |  |  |               | Bobby Reynolds    | Bobby Reynolds    | 3                 | 2             |   |   |              |               |              |              |              |  |
|  | Alt         | Raven Klaasen     | 6(1)             | 6           | 3           |  |  | 7             | Marinko Matosevic | Marinko Matosevic | 6                 | 6             |   |   |              |               |              |              |              |  |
|  | 7           | Marinko Matosevic | 7                | 3           | 6           |  |  |               |                   |                   |                   |               |   |   |              |               |              |              |              |  |

### 3ª sezione
|  | Primo turno  | Primo turno        | Primo turno    | Primo turno | Primo turno |  |  | Secondo turno | Secondo turno | Secondo turno | Secondo turno | Secondo turno |   |   | Ultimo turno | Ultimo turno | Ultimo turno | Ultimo turno | Ultimo turno |  |
|  |              |                    |                |             |             |  |  |               |               |               |               |               |   |   |              |              |              |              |              |  |
|  | 3            | Jan Hájek          | Jan Hájek      | 7           | 6           |  |  |               |               |               |               |               |   |   |              |              |              |              |              |  |
|  |              | Peter Polansky     | Peter Polansky | 6           | 4           |  |  | 3             | Jan Hájek     | Jan Hájek     | 7             | 7             |   |   |              |              |              |              |              |  |
|  | Lester Cook  | Lester Cook        | Lester Cook    | 4           | 3           |  |  |               | Samuel Groth  | Samuel Groth  | 65            | 5             |   |   |              |              |              |              |              |  |
|  | Samuel Groth | Samuel Groth       | Samuel Groth   | 6           | 6           |  |  |               |               |               |               |               |   |   | 3            | Jan Hájek    | Jan Hájek    | 3            | 4            |  |
|  |              | Alexander Peya     | Alexander Peya | 4           | 4           |  |  |               |               | 5             | Ryan Sweeting | Ryan Sweeting | 6 | 6 |              |              |              |              |              |  |
|  | WC           | Jack Sock          | Jack Sock      | 6           | 6           |  |  | WC            | Jack Sock     | Jack Sock     | 4             | 0             |   |   |              |              |              |              |              |  |
|  |              | Alex Bogomolov Jr. | 6              | 2           | 3           |  |  | 5             | Ryan Sweeting | Ryan Sweeting | 6             | 6             |   |   |              |              |              |              |              |  |
|  | 5            | Ryan Sweeting      | 3              | 6           | 6           |  |  |               |               |               |               |               |   |   |              |              |              |              |              |  |

### 4ª sezione
|  | Primo turno        | Primo turno        | Primo turno        | Primo turno | Primo turno |  |  | Secondo turno | Secondo turno   | Secondo turno   | Secondo turno   | Secondo turno   |   |   | Ultimo turno | Ultimo turno   | Ultimo turno   | Ultimo turno | Ultimo turno |  |
|  |                    |                    |                    |             |             |  |  |               |                 |                 |                 |                 |   |   |              |                |                |              |              |  |
|  | 4                  | Lukáš Lacko        | Lukáš Lacko        | 7           | 6           |  |  |               |                 |                 |                 |                 |   |   |              |                |                |              |              |  |
|  |                    | Bernard Tomić      | Bernard Tomić      | 5           | 3           |  |  | 4             | Lukáš Lacko     | Lukáš Lacko     | 4               | 63              |   |   |              |                |                |              |              |  |
|  |                    | Frank Dancevic     | Frank Dancevic     | 7           | 6           |  |  |               | Frank Dancevic  | Frank Dancevic  | 6               | 7               |   |   |              |                |                |              |              |  |
|  | Alt                | Michael McClune    | Michael McClune    | 63          | 3           |  |  |               |                 |                 |                 |                 |   |   |              | Frank Dancevic | Frank Dancevic | 4            | 2            |  |
|  | Izak van der Merwe | Izak van der Merwe | Izak van der Merwe | 4           | 4           |  |  |               |                 | 6               | Alejandro Falla | Alejandro Falla | 6 | 6 |              |                |                |              |              |  |
|  | Alex Kuznetsov     | Alex Kuznetsov     | Alex Kuznetsov     | 6           | 6           |  |  |               | Alex Kuznetsov  | Alex Kuznetsov  | 3               | 3               |   |   |              |                |                |              |              |  |
|  |                    | Robert Farah       | Robert Farah       | 2           | 4           |  |  | 6             | Alejandro Falla | Alejandro Falla | 6               | 6               |   |   |              |                |                |              |              |  |
|  | 6                  | Alejandro Falla    | Alejandro Falla    | 6           | 6           |  |  |               |                 |                 |                 |                 |   |   |              |                |                |              |              |  |